# Rebelião Indiana de 1857
A Rebelião Indiana de 1857 ou Revolta Indiana de 1857 (também conhecida como Revolta dos Cipaios, Revolta dos Sipais ou Revolta dos Sipaios) foi um período prolongado de levantes armados e rebeliões na Índia setentrional e central contra a ocupação britânica daquela porção do subcontinente em 1857 a 1858. Pequenos incidentes de descontentamento em janeiro, envolvendo incêndios criminosos em acantonamentos, foram os precursores da rebelião. Posteriormente, uma revolta em grande escala estalou em maio e tornou-se uma guerra aberta nas regiões afetadas. O conflito causou o fim do governo da Companhia Britânica das Índias Orientais e o início da administração direta de grande parte do território indiano pela coroa britânica (Raj britânico) pelos noventa anos seguintes, embora alguns estados (chamados coletivamente de "Estados principescos") mantivessem uma independência nominal e continuassem a ser governados pelos respectivos marajás, rajás e nababos.
Os rebeldes quando chegaram a Delhi, pediram ao sultão Bahadur Shah que liderasse a revolta contra os ingleses que aceitaram apesar das suas reservas. Depois, quando o motim perdeu a sua força, foi preso e exilado para a Birmânia.
Alguns dentre os modernos indianos consideram a revolta dos sipais o primeiro movimento de independência de seu país.

## Causas

Estados indianos durante a revolta

A revolta não se limitou a unidades militares locais. O descontentamento na Índia tinha origem na campanha de ocidentalização imposta pela Companhia Britânica das Índias Orientais. Entre as razões do descontentamento estavam as intervenções na política interna dos Estados indianos sob protetorado:
- a doutrina de preempção (doctrine of lapse), definida pelo governador-geral Dalhousie, impunha a convalidação, pela autoridade britânica, dos sucessores tradicionalmente adotados pelos dirigentes locais sem herdeiros do sexo masculino. Na prática, a convalidação não era dada e os territórios eram anexados pelos britânicos após a morte do dirigente, como nos casos de Satara (1848), Jhansi (1853) e Nagpur (1854);
- o título de peshwa (primeiro-ministro hereditário marata) foi recusado em 1853 a Nana Saíbe, filho adotivo do peshwa;
- o imperador mogol Badur Xá II foi informado pelos britânicos de que ele seria o último de sua dinastia.

Os britânicos também proibiram o casamento de crianças e a tradição da sati (viúva que se imolava na fogueira funerária de seu marido), além de perseguir os tugues (adoradores de Cali que roubavam e matavam suas vítimas por estrangulação).
Os indianos também começaram a acreditar — com alguma razão — que os britânicos pretendiam convertê-los por bem ou por mal ao cristianismo. Por último, circulou uma profecia de que o domínio da Companhia se encerraria ao término de 100 anos (ou seja, em 1957).

## Sipais
Os sipais (do híndi shipahi, "soldado") eram soldados indianos que serviam no exército da Companhia Britânica das Índias Orientais, sob as ordens de oficiais britânicos. As presidências de Bombaim, Madras e Bengala mantinham seus próprios exércitos — em 1857, contavam entre si cerca de 200 000 sipais, comparados aos cerca de 40 000 homens do exército britânico regular na Índia.
Os sipais estavam descontentes com certos aspectos da vida militar. Embora recebessem um soldo baixo, eram obrigados a pagar pelo transporte de sua bagagem quando eram deslocados para teatros de operações distantes. Outro problema era o recrutamento de indianos de outras castas além da brâmane e da xátria. Ademais, em 1856, os sipais foram deslocados por mar para operações na Birmânia — a viagem marítima resultava em grande impureza para os membros das castas altas.
O motivo mais conhecido da rebelião foi o uso de gordura animal na fabricação (impermeabilização) dos cartuchos do novo fuzil Lee-Enfield. Os sipais haviam sido treinados para rasgar o cartucho com os dentes para inserir o conteúdo no fuzil; os soldados hindus e muçulmanos suspeitavam que a gordura empregada era o sebo (de boi, abominável para hindus) ou a banha (de porco, abominável para muçulmanos) e, em 1857, recusaram-se a usar os novos cartuchos. Os britânicos passaram a fabricá-los com cera de abelha ou óleo vegetal, mas os rumores continuaram.
Em 1857, ocorreram incidentes como um ataque de um sipai contra um superior britânico e a recusa em usar os cartuchos. A punição foi dura: o regimento onde ocorreu o ataque foi dissolvido e os sipais que recusaram os cartuchos foram condenados à execração pública e a dez anos de trabalhos forçados.

## A revolta

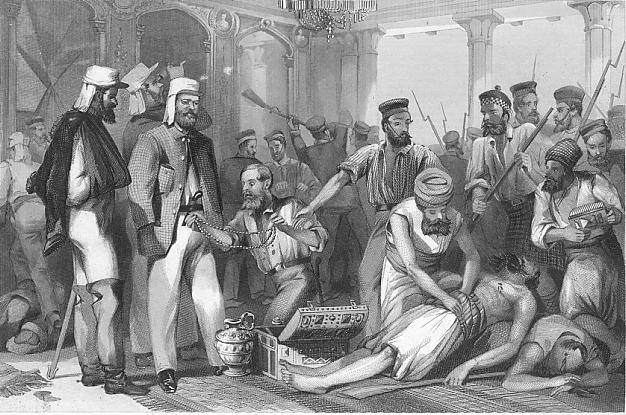
Soldados britânicos pilhando Qaisar Bagh Lucknow

Em 10 de maio de 1857, o 11.° regimento de cavalaria nativa do exército da Bengala, acantonado em Meerut, se amotinou, exterminando todos os europeus (inclusive mulheres e crianças) e os cristãos indianos, marchando em seguida para Déli. Nesta cidade, no dia seguinte, outros indianos juntam-se à rebelião, atacam o Forte Vermelho (Lal Qila), matando cinco britânicos, incluindo um oficial e duas mulheres. Lal Qila era a residência oficial do imperador Badur Xá II, e os sipaios o exigem que recupere seu trono; este se deixa envolver e torna-se o chefe declarado do levante. Os cipaios massacram todos os europeus e cristãos em Déli.
A rebelião começou a se espalhar para além das forças armadas, embora não tenha sido tão popular quanto seus líderes esperavam. Os indianos não estavam totalmente unidos. Enquanto Badur Xá II foi restaurado ao seu trono imperial com poder real e eficaz, havia facções que queriam que o trono fosse ocupado pelos Maratas (temendo uma ressurreição do Império Mongol), e, enquanto isso, os awadhis (o atual Estado de Utar Pradexe) queria manter o poder que seu Nababo tinha antes da ocupação britânica.
Por outro lado, os siques do Panjabe não desejavam a restauração de um Império Mongol, assim como aos xiitas não interessava o renascimento de um Estado sunita. O sul da Índia permaneceu fora do conflito.
Dois meses depois, tropas britânicas derrotaram o principal exército sipai nas cercanias de Déli e, com o auxílio de forças siques, pastós e gurcas, sitiaram a cidade. Déli foi tomada pelos britânicos após semanas de combates de rua, Badur Xá II foi preso e seus filhos, executados.
Situação semelhante ocorreu em Kanpur, onde, com a aprovação tácita de Nana Saíbe, sipais revoltosos sitiaram os britânicos e depois os massacraram, apesar de ter-lhes prometido salvo-conduto. As mulheres, capturadas, foram posteriormente executadas a machadadas, um episódio que se tornou o grito de guerra britânico para o conflito. Kanpur foi retomada, Nana Saíbe escapou (provavelmente morreu tentando escapar da Índia) e os sipais foram em sua maioria executados.
A revolta ocorreu também em outros lugares, como Awadh, Jhansi e Gwalior.

## Consequências

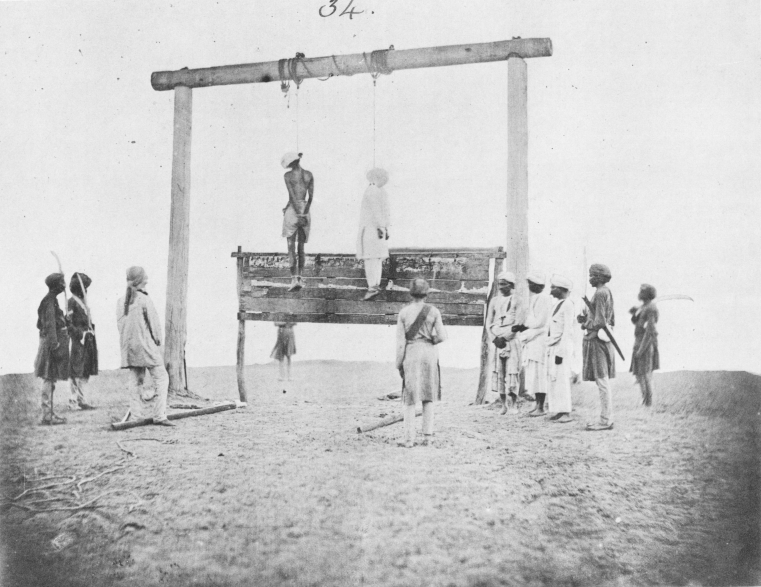
Cipaios enforcados

A revolta provocou o fim da administração local da Companhia Britânica das Índias Orientais. Em agosto de 1858, a coroa britânica assumiu o governo da Índia, um secretário de Estado foi designado para tratar de assuntos indianos e o vice-rei da Índia passou a ser o chefe da administração local. A companhia foi abolida e os britânicos procuraram integrar os governantes nativos na administração colonial.
O vice-rei terminou a política de anexações, decretou a tolerância religiosa e admitiu indianos no serviço público. Badur Xá II foi julgado e condenado ao exílio em Rangeu. A Rainha Vitória recebeu em 1877 o título de Imperatriz da Índia.
Estima-se que pelo menos 100 000 indianos (entre rebeldes e civis) morreram.